# Peter-Rosegger-Literaturpreis
Der Peter-Rosegger-Literaturpreis des Landes Steiermark wird seit 1951 vom Land Steiermark im Gedenken an Peter Rosegger vergeben.
Der Preis wurde von 1951 bis 1971 ausgeschrieben und konnte auch mehreren Personen zuerkannt werden. Seit 1985 wird der neue Peter-Rosegger-Literaturpreis ohne Steiermark-Beschränkung und ohne Ausschreibung von einer Jury im Zwei-, seit 2001 im Dreijahresrhythmus vergeben und ist unteilbar.
2011 richtete das Land Steiermark den Preis neu aus: Er wird seit 2012 für ein gelungenes literarisches Debüt vergeben, seit 2018 im Zweijahresrhythmus. Der Preis ist nunmehr mit 10.000 € dotiert.

## Peter-Rosegger-Preis
- 1951 Max Mell, Rudolf Hans Bartsch
- 1952 Paula Grogger, Margarete Weinhandl
- 1953 Franz Nabl, Rudolf Stibill
- 1954 Julius Franz Schütz, Karl Adolf Mayer
- 1955 Paul Anton Keller, Eduard Hoffer, Alois Hergouth (Förderpreis)
- 1956 Julius Zerzer, Kurt Hildebrand Matzak, Anna Lukesch
- 1957 Rudolf List, Hilda Knobloch, Herbert Zand (Förderpreis)
- 1959 Helene Haluschka, Franz Taucher, Martha Wölger (Förderpreis)
- 1961 Bruno Brehm, Wolfgang Arnold (Förderpreis), Erwin Walter Stein
- 1963 Josef Papesch, Hannelore Valencak (Förderpreis), Ernst Hammer (Förderpreis)
- 1964 Harald Mandl alias Matthias Mandl (Förderpreis)
- 1965 Alois Hergouth
- 1966 Hannelore Valencak
- 1967 Eduard Walcher
- 1968 Ernst Hammer
- 1969 Heinz Pototschnig
- 1970 Wolfgang Bauer
- 1971 Martha Wölger

## Peter-Rosegger-Literaturpreis
- 1985 Hilde Spiel
- 1987 Felix Mitterer
- 1989 György Sebestyén
- 1991 Ilse Aichinger
- 1993 Gerhard Roth
- 1995 Marie-Thérèse Kerschbaumer
- 1997 Alfred Kolleritsch
- 1999 Marianne Fritz
- 2001 Werner Kofler
- 2004 Wolfgang Bauer
- 2008 Marlene Streeruwitz
- 2012 Max Höfler
- 2015 Valerie Fritsch
- 2018 Fiston Mwanza Mujila
- 2020 Ferdinand Schmalz[1]
- 2022 Ulrike Haidacher[2]